# Ассоциация националистов Азербайджана
 Ассоциация националистов Азербайджана (азерб. Azərbaycan Milliyyətçilər Dərnəyi) —  основана 8 февраля 1952 года в Анкаре. Его основными целями были оказание материальной и моральной помощи иммигрантам, оказание максимально возможной финансовой поддержки азербайджанским студентам, а также реагирование через прессу на тенденции, действующие против турецкого национализма.

## Создание и деятельность
Ассоциация националистов Азербайджана была основана 8 февраля 1952 года в Анкаре. Сафват Зардаби, сын Гасан-бека Зардаби, и Ниязи Кюрдамир, сын Насиб-бека Усуббекова, были среди 11 членов-основателей ассоциации. Статья 1 Устава Ассоциации гласит:
Ассоциация не занимается политикой. Центр находится в Анкаре, филиала нет.
Во второй статье объясняются цели создания ассоциации и пишется следующее:

- Совершенствовать и распространять историю, культуру и экономику Азербайджана, являющегося частью великого тюркского мира;
- Развивать азербайджано-турецкий национализм, основанный на принципах родины, свободы и национальной святости, и прививать жизнь в соответствии с турецкой моралью, обычаями и традициями;
- Оказывать духовную помощь азербайджанским иммигрантам и помогать им расти и жить как националистические личности с моралью и добродетелями в турецком обществе;
- Помощь малоимущим азербайджанцам и азербайджанским студентам, которые не могут продолжить обучение из-за своего финансового положения, за счет средств ассоциации и попытка их размещения в школах-интернатах;
- бороться с тенденциями против азербайджано-турецкого национализма через идеи и средства массовой информации;
- Издавать газеты, журналы, книги, брошюры и организовывать встречи в рамках своей деятельности и цели.

В ассоциацию может вступить каждый турок, достигший 18-летнего возраста и способный пользоваться своими культурными правами. Можно было стать настоящим и почетным членом ассоциации. Те, кто оказал материальную и моральную поддержку ассоциации, решением съезда были приняты в почетные члены. Имена этих членов были занесены в книгу почета ассоциации. Конгресс состоял из действительных членов. Хотя почетные члены могли быть избраны, они не имели права голоса. Конгресс должен был собираться в январе каждого года при нормальных условиях. После определения вопросов, подлежащих обсуждению, были сделаны объявления в двух газетах за 15 дней, а также информация была направлена в соответствующий государственный орган. Внеочередное заседание съезда могло быть созвано, когда правление сочло это необходимым, а также по письменному требованию одной пятой полного состава. Конгрессом руководил президент ассоциации. Правление ассоциации состояло из 5 человек, состоящих из одного руководителя, одного генерального секретаря, одного бухгалтера и двух членов. Эти 5 человек избирались каждый год на съезде, проходившем в январе.
Официальным печатным органом объединения был журнал «Тюрк изи», издававшийся с мая 1952 по июль 1955 года. Главным редактором журнала был Чингиз Гейгол.

## Члены-основатели
- Ахмед Улусой
- Али Ташкент
- Чингиз Гейгол
- Хидаят Туранлы
- Иса Кочер
- Искандер Хойхан
- Кадир Диликан
- Алтунбай, Мухаммед
- Надь Гаджибайрамлы-Байрамгил
- Ниязи Курдамир
- Саффат бек Малик-Зардаби

## Устав ассоциации
- Устав Ассоциации националистов Азербайджана